# Gnathophyllum modestum
Gnathophyllum modestum är en kräftdjursart som beskrevs av Hay 1917. Gnathophyllum modestum ingår i släktet Gnathophyllum och familjen Gnathophyllidae. Inga underarter finns listade i Catalogue of Life.